# Stadtpark Leonding

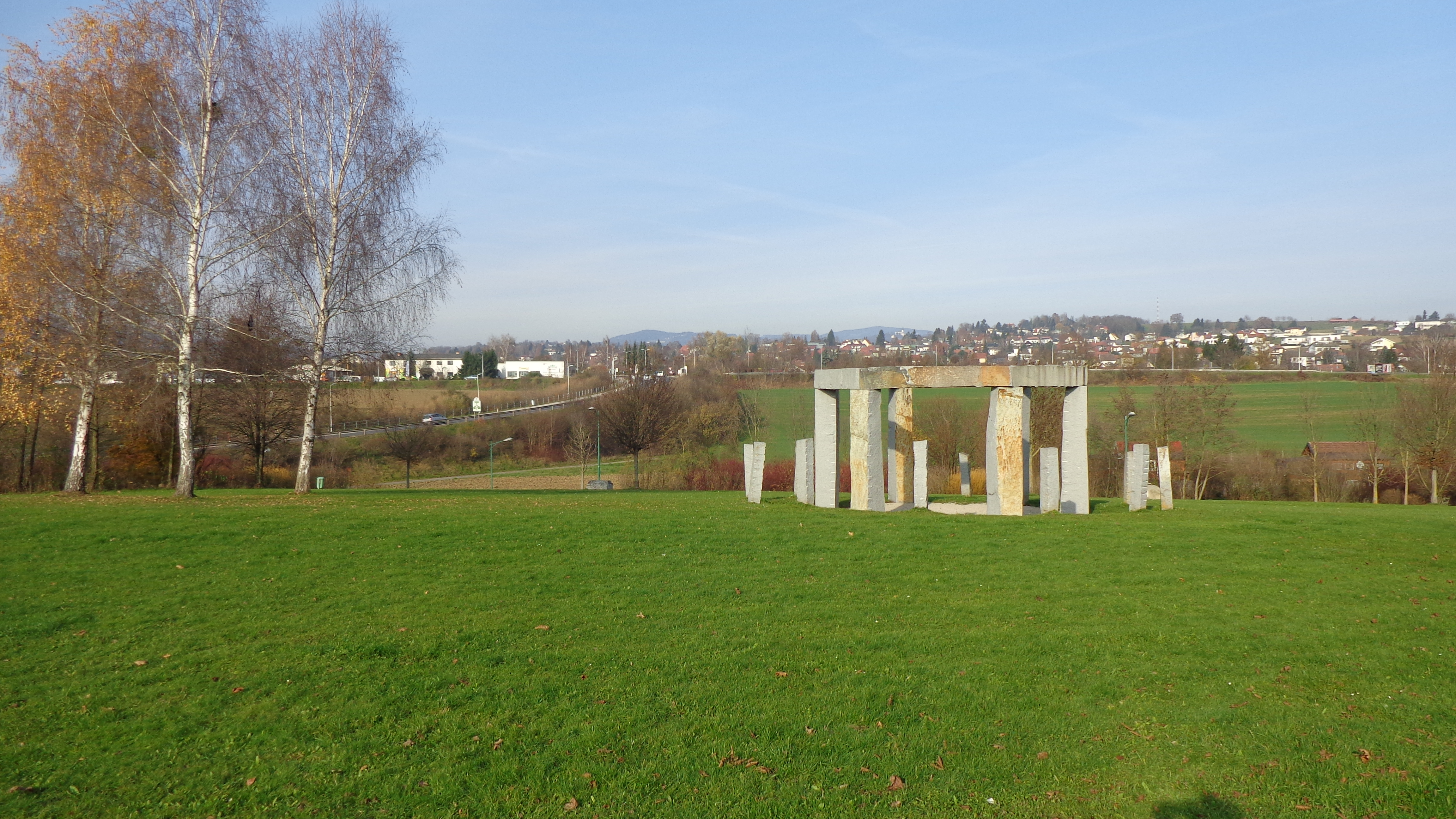
„Stonehenge“-Skulptur

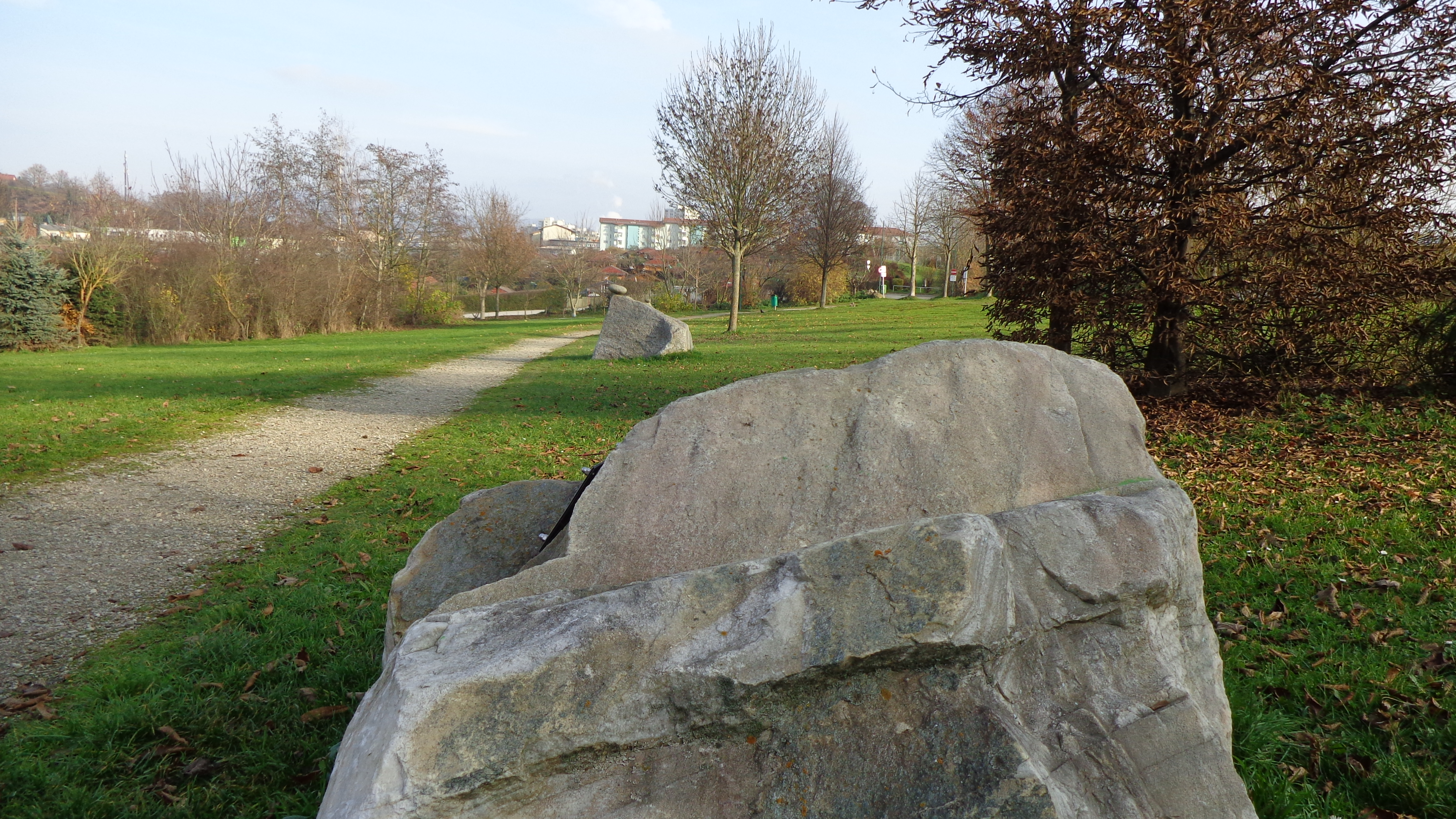
Steinlehrpfad

Der Stadtpark Leonding ist mit einer Fläche von über 60.000 Quadratmeter die größte Parkanlage der oberösterreichischen Stadt Leonding.

## Beschreibung
Der Park befindet sich im Leondinger Stadtteil Hart, zwischen der Westbahn-Strecke im Norden und den Wohnsiedlungen am Harter Plateau im Süden. Von weitem sichtbar ist eine an Stonehenge erinnernde Skulptur in der Mitte des Parks.
Seit 2007 befindet sich im Park ein Steinlehrpfad.